# بینوایان (فیلم ۲۰۱۹)
بینوایان (به فرانسوی: Les Misérables) یک فیلم سینمایی درام به کارگردانی و نویسندگی لج لی محصول سال ۲۰۱۹ سینمای فرانسه است. این فیلم برای رقابت در بخش اصلی جشنواره کن ۲۰۱۹ انتخاب شد.